# Elliot Daly
Elliot Daly (* 8. Oktober 1992 in Croydon, London) ist ein englischer Rugby-Union-Spieler. Er spielt auf verschiedenen Positionen in der Hintermannschaft für die englische Nationalmannschaft, die British and Irish Lions und die Saracens.

## Kindheit und Ausbildung
Daly wuchs in London auf und begann mit dem Rugbysport beim Beckenham RFC. Später spielte er für den Dorking RFC, bevor er von den Wasps entdeckt und in deren Akademie aufgenommen wurde.

## Karriere

### Verein
Daly spielte erstmals im November 2010 in einem Pflichtspiel für die Wasps, Gegner waren die Exeter Chiefs. Zur Saison 2019/20 wechselte er zu den Saracens.

### Nationalmannschaft
Daly gab sein Nationalmannschaftsdebüt bei den Six Nations 2016 gegen Irland. Am Ende des Turniers konnten die Engländer den Grand Slam gewinnen. Seine ersten Punkte für England erzielte er per Straftritt im November 2016 gegen Südafrika, eine Woche später legte er gegen Fidschi seinen ersten Versuch. 2017 gewann er mit England erneut die Six Nations. Im Sommer desselben Jahres wurde er für die British and Irish Lions nominiert und kam in allen drei Spielen der Testserie gegen Neuseeland als Außendreiviertel zum Einsatz. Er wurde 2019 für seine erste Weltmeisterschaft nominiert.